# Fiat 126
Fiat 126 (Type 126) este un automobil urban cu patru locuri, caracterizat prin motorul amplasat în partea din spate. Acesta a fost produs și comercializat de Fiat timp de 28 de ani între 1972 și 2000, în cadrul unei singure generații. 
Modelul a fost prezentat de Fiat în octombrie 1972 la Salonul Auto de la Torino și a înlocuit popularul Fiat 500, preluând anumite elemente de design ale acestuia. O versiune ulterioară, denumită 126 Bis, a fost echipată cu un motor răcit cu apă, amplasat orizontal, și o ușă de acces în partea din spate.
Majoritatea exemplarelor Fiat 126 (aproximativ 3,3 milioane de unități) au fost fabricate în uzina Tychy din Bielsko-Biała, Polonia, fiind comercializate sub denumirea Polski Fiat 126p pe mai multe piețe. În 1993, Fiat a întrerupt producția modelului 126 în favoarea noului Cinquecento cu motor amplasat în față. În total, s-au produs aproximativ 4,7 milioane de unități.
În Polonia, acest model de mașină a devenit foarte popular și o adevărată icoană culturală, fiind supranumit „Maluch”, ceea ce înseamnă „Bebeluș”. În 1997, denumirea „Maluch” a devenit oficială și a început să fie inscripționată pe partea din spate a mașinii.
În ianuarie 2020, revista Autocar a clasat cei 28 de ani de producție ai modelului Fiat 126 pe locul 26 în topul celor mai longevive mașini de o singură generație din istorie.

## Istorie

### Prima serie

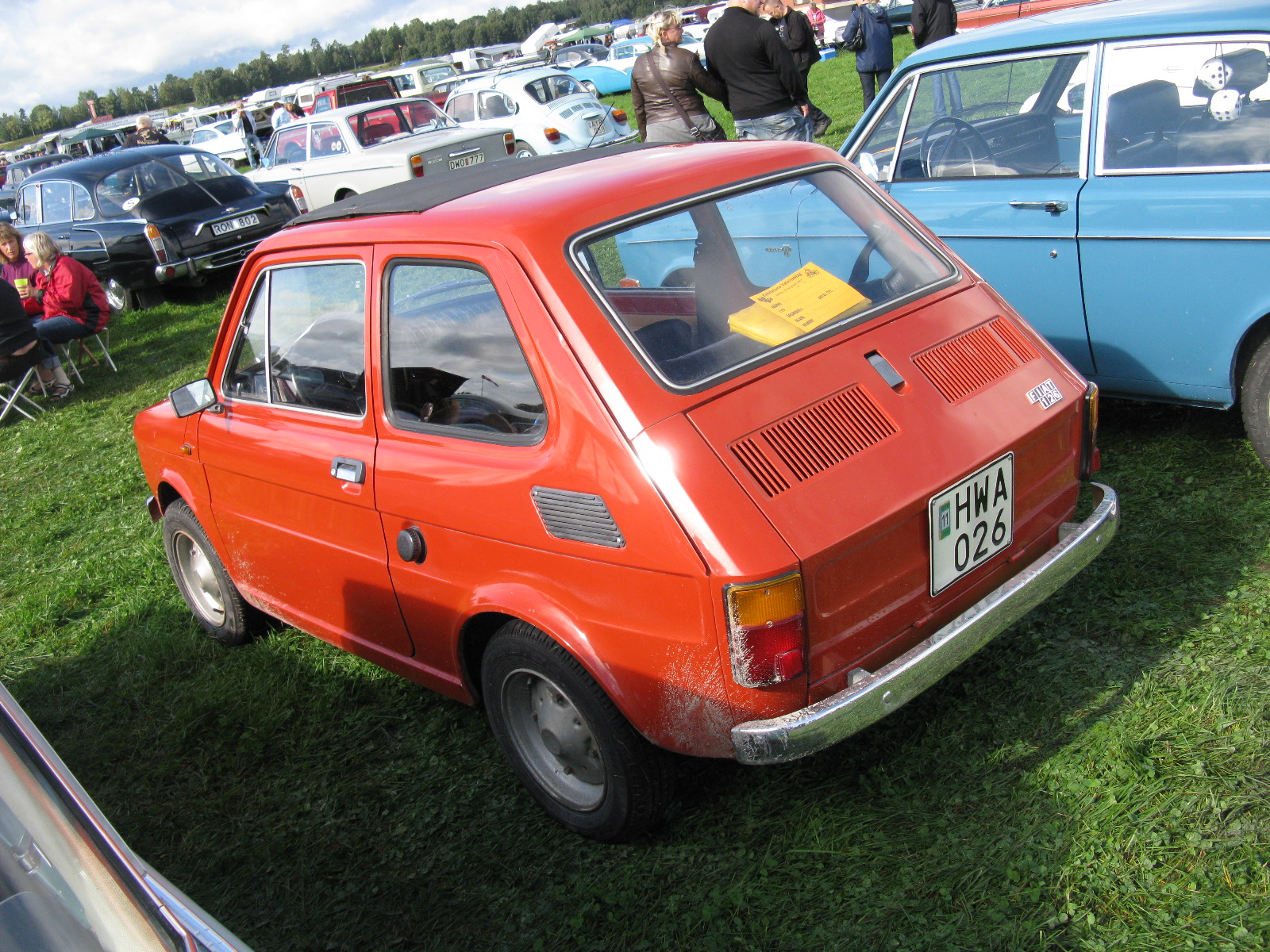
Fiat 126

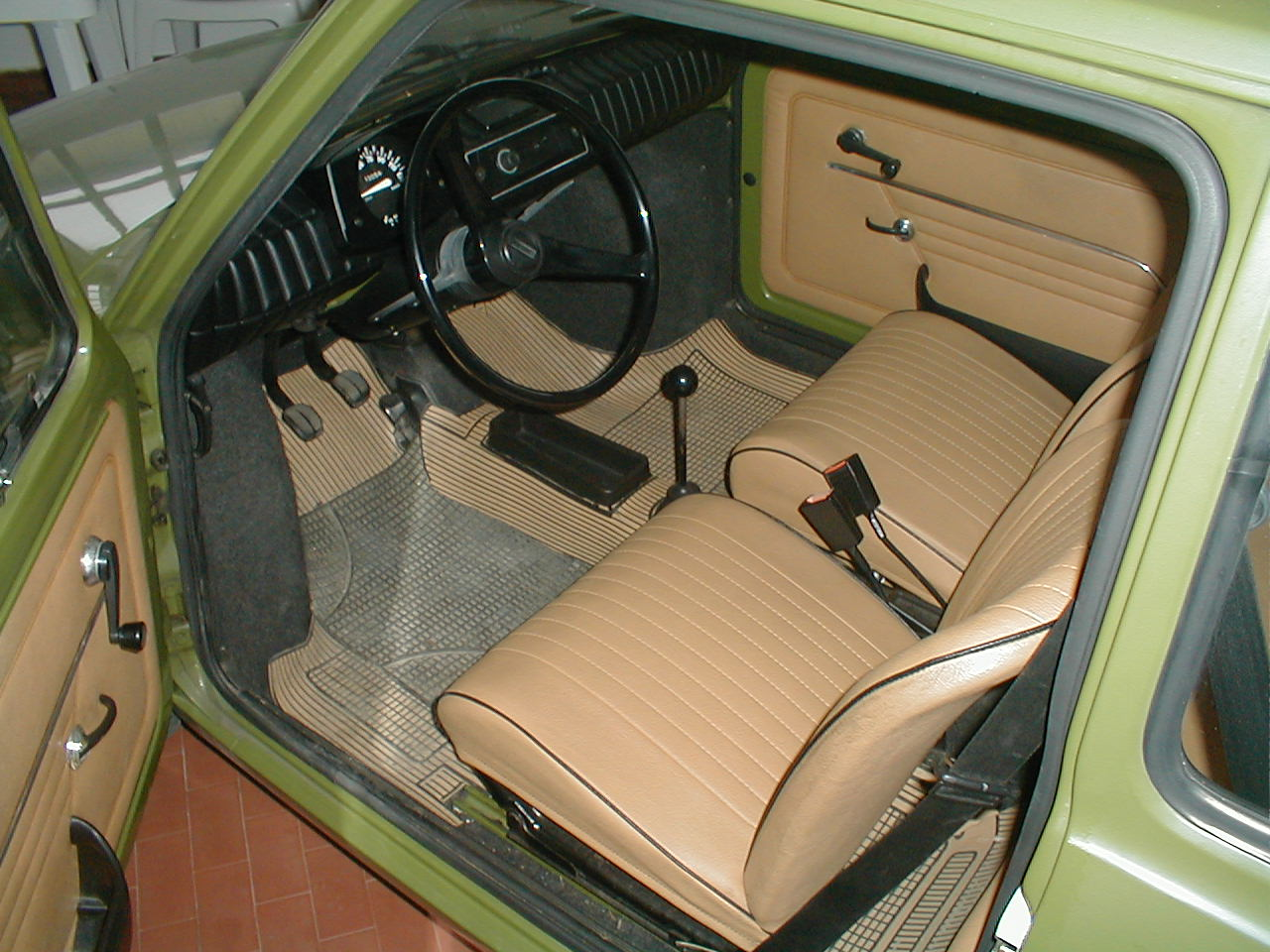
Interiorul unui Fiat 126 din anul 1976

Derivat stilistic din conceptul de automobil „City Taxi”, proiectat de Pio Manzù în 1968, Fiat 126 a fost prezentat la 1 noiembrie 1972 la Salonul Auto de la Torino, cu scopul de a înlocui modelul „500” și a preluat în întregime schema mecanică a acestuia. Una dintre cele mai importante inovații tehnice a fost aplicată caroseriei, care a fost concepută în conformitate cu noile principii de rezistență diferențiată, cu scopul de a asigura o mai bună siguranță pentru utilizatorul final.
Printre inovațiile tehnice semnificative se numără mutarea rezervorului de combustibil din portbagajul din față în partea din spate a mașinii, exact sub bancheta din spate. De asemenea, s-a implementat o cutie de viteze sincronizată cu 4 trepte (cu excepția primei trepte). Începând din 1978 și pentru o perioadă limitată de timp, s-a adoptat și o direcție cu cremalieră, înlocuind sistemul clasic cu șuruburi și pinion, întâlnit la modelul 500.
Motorul, cu doi cilindri, răcit cu aer și amplasat în partea din spate, a rămas neschimbat. Ca și la modelul 500 R, cilindreea era de 594 cm³ (16 kW, 23 CP). Cu toate acestea, interiorul, instrumentarul și comenzile erau complet noi, oferind un nivel de rafinament adecvat.
Îmbunătățirile aduse modelului 126 constau în principal în creșterea dimensiunilor caroseriei, care avea o formă pătrată, menținând totuși ampatamentul neschimbat. Această modificare a permis obținerea unui spațiu interior mai generos, precum și performanțe îmbunătățite și caracteristici de siguranță sporite. Modelul 126 era disponibil atât în varianta cu caroserie complet închisă (o noutate față de modelul „500”), cât și în varianta cu acoperiș din pânză, caracteristică preluată de la progenitoarea sa.

### A doua serie

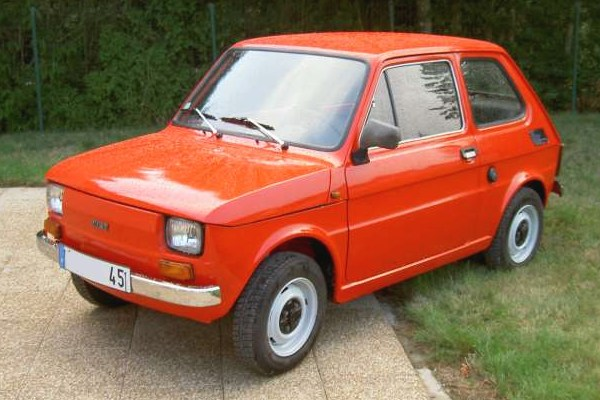
Fiat 126 „Economica”

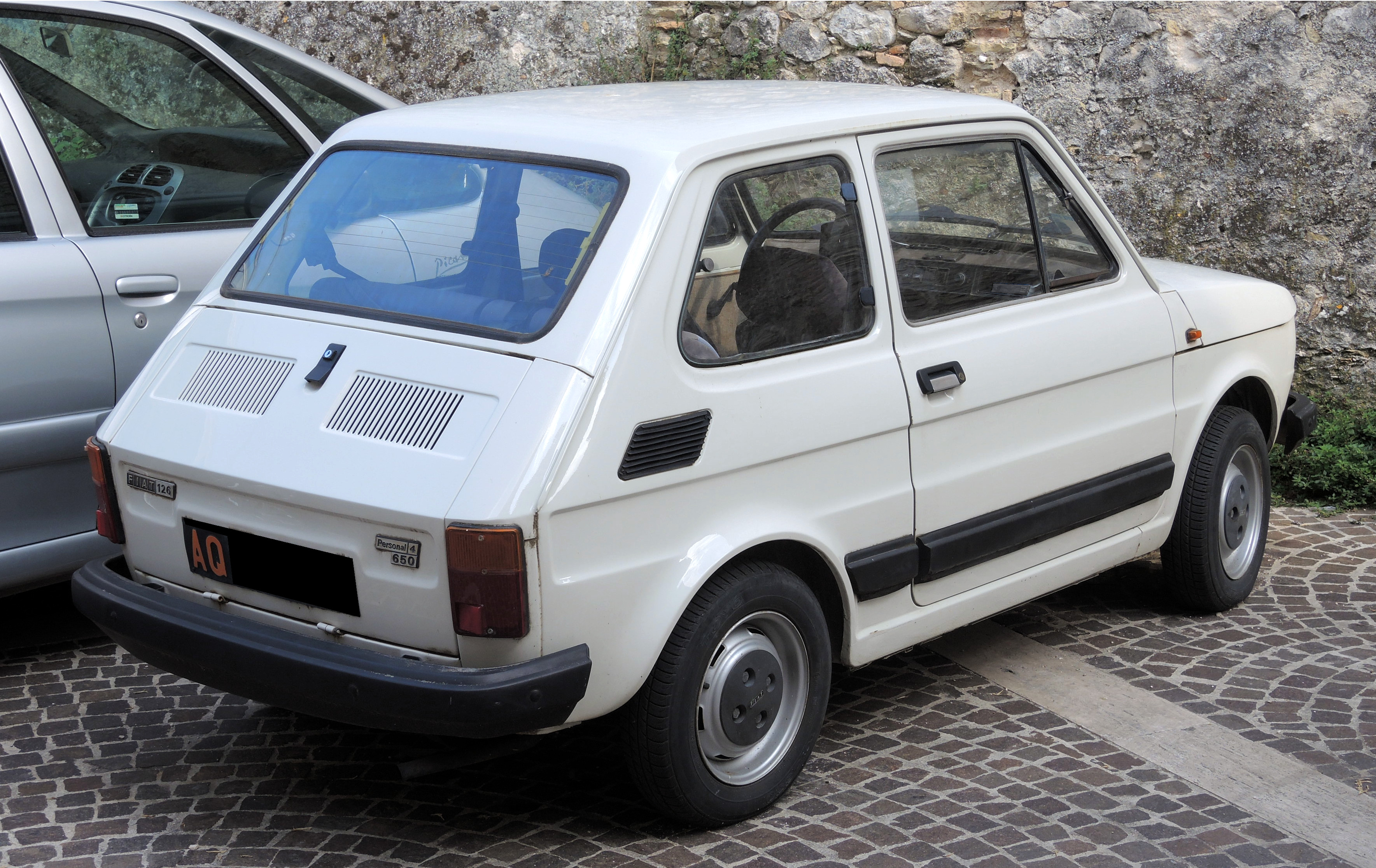
Fiat 126 „Personal 4”

În noiembrie 1976, a fost lansată a doua serie a modelului 126, oferind trei variante: „Economica” (sau „Base”), „Personal 2P” (sau simplu „Personal”) și „Personal 4P” (sau simplu „Personal 4”). Varianta „Economica” era o versiune de bază, iar variantele „Personal” aveau o banchetă spate detașabilă și buzunare laterale de depozitare pe pasajele roților pentru modelul „Personal 2P” sau o banchetă spate fixă mai largă, fără buzunare de depozitare, pentru modelul „Personal 4P”. Ambele versiuni „Personal” aveau bare de protecție noi, acoperite cu plastic în loc de crom, și ornamente laterale din același material.
Toate variantele beneficiau de jante noi de 12 inch, cu butuci de roți noi și tobe de frână supradimensionate preluate de la monovolumul 900 T. De asemenea, capota avea o revizuire ușoară, cu mai puține fante și un loc special pentru plăcuța de înmatriculare cu un design diferit. Interiorul a fost complet reconfigurat, cu tabloul de bord acoperit acum cu mochetă și ulterior cu imitație de piele, la fel ca și scaunele.
În iulie 1977, capacitatea motorului Fiat 126 a fost mărită la 652 cm³, oferind o putere de 17 kW (24 CP). Varianta „Base” (sau „Economica”) a continuat să fie produsă până în 1982.
Una dintre modificările aduse a fost actualizarea farurilor față, care au fost integrate cu cele ale seriei a doua Fiat 127. Aceste faruri au inclus și lumini de poziție, care în versiunea anterioară erau plasate sub faruri și erau folosite pentru indicatorii de direcție de culoare portocalie.
Varianta „Personal” a seriei a doua a avut o finisare îmbunătățită și un interior mai rafinat, conferindu-i un aer de eleganță. Fiat a subliniat acest aspect în 1978 prin lansarea versiunilor speciale „Black” și „Silver” (bazate pe versiunea „Personal 4”), care se remarcau prin finisaje speciale și dotări îmbogățite, cum ar fi geamuri fumurii, tetiere, lumină de mers înapoi și geam spate încălzit. Caroseriile acestor modele erau decorate cu muluri laterale, bare de protecție și fascii de protecție într-o culoare contrastantă, fiind vopsite în negru și, respectiv, gri. În 1980, modelele „Black” și „Silver” au fost înlocuite cu versiunile „Brown” și „Red”, care se diferențiau prin nuanța de culoare (maro închis sau burgundy) și detalii de finisare. Aceste modele speciale aveau dotări suplimentare, cum ar fi tetiere față reglabile, manetă de viteze ergonomică, geamuri atermice fumurii, capac de benzină cu încuietoare și dispozitiv antifurt. Ultimele două modele menționate au fost produse în fabricile FSM din Polonia.

### Seriile unificate și FSM

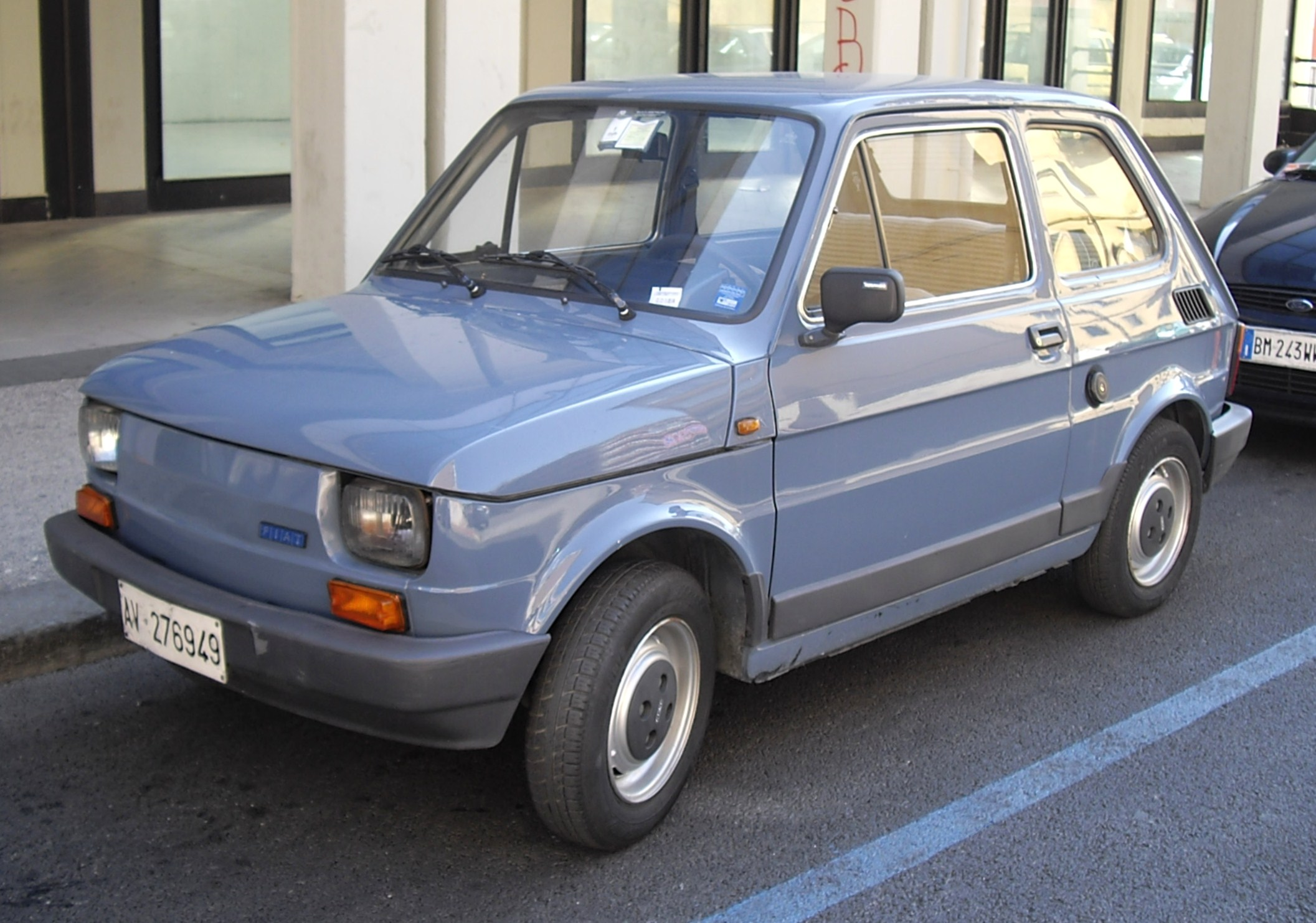
Fiat 126 FSM

După întreruperea producției în Italia în iulie 1979, modelul Fiat 126 a continuat să fie produs în Polonia, la fabricile FSM (Fabryka Samochodów Małolitrażowych - Fabrica de Automobile Mici). Începând cu 6 iunie 1973, producția a început la fabrica din Bielsko-Biała, iar din 18 septembrie 1975, s-a adăugat și a doua fabrică din Tychy. În Polonia, hatchback-ul mic a fost protagonistul motorizării în masă a țării în anii 1970, asemenea modelului 600 pentru Italia în anii 1950.
În iulie 1979, producția italiană a modelului 126 a fost întreruptă după ce au fost fabricate 1.352.912 unități. De atunci, producția a continuat doar în Polonia, inclusiv pentru modelele destinate pieței italiene.
O excepție a reprezentat uzina din Termini Imerese, unde s-a continuat producția de Fiat 126 cu volan pe dreapta și modelul cu acoperiș solar, o opțiune populară în Marea Britanie, pentru încă doi ani.
În mai 1983, a fost lansat modelul Fiat 126 unificat, care a purtat inscripția simplă „Fiat 126” pe capacul portbagajului, urmată ulterior de cuvintele „Made by FSM”. Aceasta a fost în conformitate cu o lege care proteja consumatorii de a cumpăra bunuri care să pară că provin de la o anumită marcă, dar în realitate nu corespundeau.

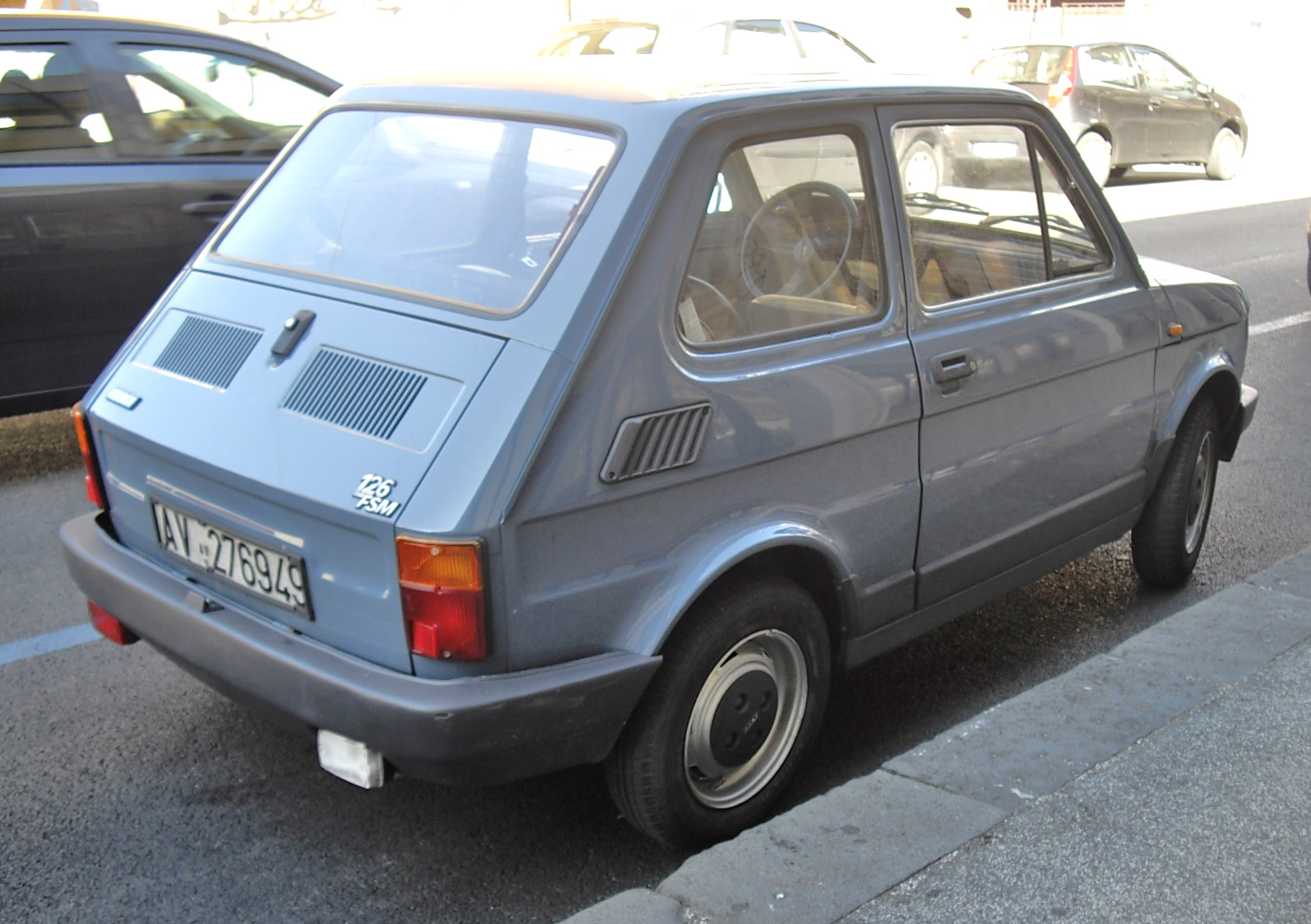
Vedere din spate

În 1985, a avut loc o restilizare a modelului unificat, care a primit denumirea definitivă de „Fiat 126 fabricat de FSM”. Această versiune a adus o serie de îmbunătățiri notabile. Printre modificările realizate s-au numărat un interior redesenat, cu un tablou de bord complet reproiectat, oferind o nouă experiență pentru șofer. De asemenea, s-au introdus noi bare de protecție integrale, fascii laterale diferite și o oglindă retrovizoare nouă. Un alt aspect notabil este faptul că cheia de contact a înlocuit maneta de pe tunel, urmând astfel standardul celorlalte modele Fiat din acea perioadă.
Din punct de vedere mecanic, versiunea unificată a păstrat același sistem și un consum redus de combustibil ca și modelul „Personal 4”. Aceasta a fost apreciată pentru eficiența sa, înregistrând o medie de 17 kilometri parcurși cu un litru de combustibil. Această versiune a fost comercializată și în Iugoslavia sub numele de „Zastava 126”, deși producția a continuat să se desfășoare în Polonia. 

### 126 Bis

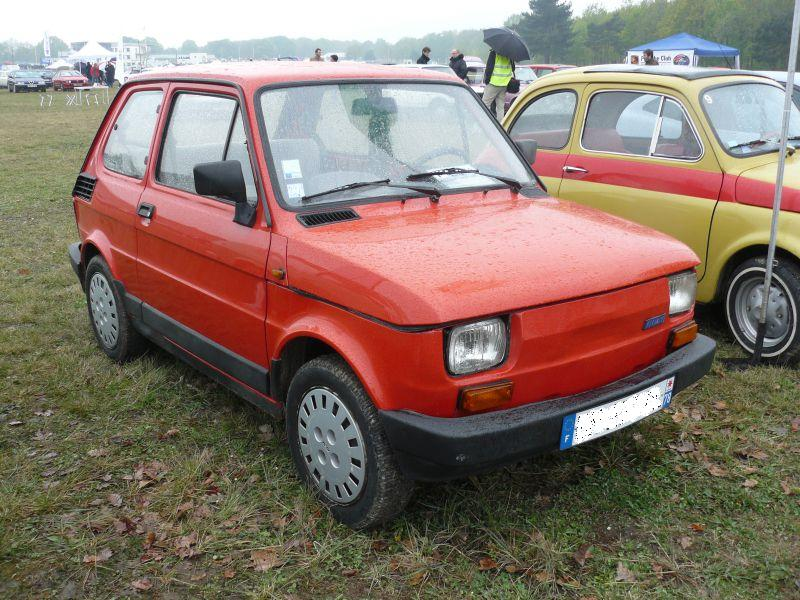
Fiat 126 Bis

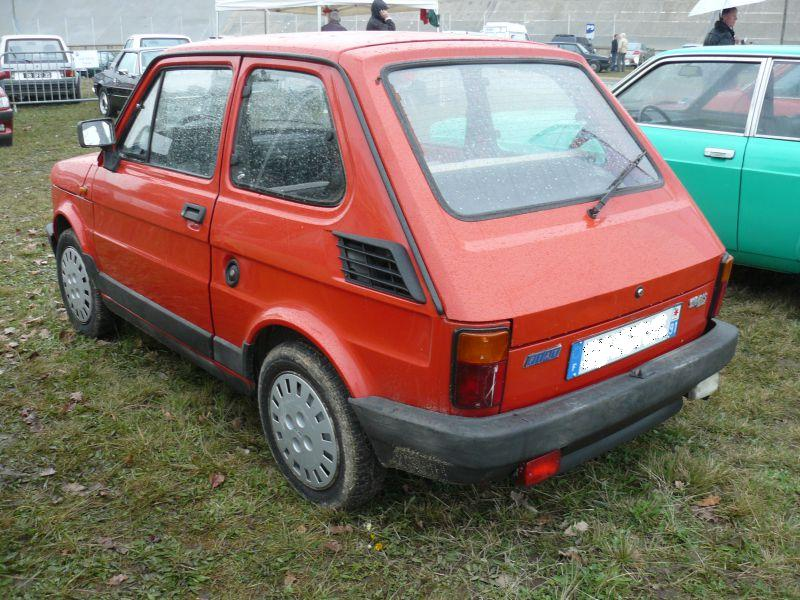
Vedere din spate

Modelul Fiat 126 Bis a adus îmbunătățiri semnificative înainte de a fi înlocuit de modelul Cinquecento pe piețele occidentale. Lansat în 1987, acesta a introdus diverse inovații tehnice și estetice. Una dintre cele mai notabile îmbunătățiri a fost introducerea unui motor unic, care a implicat o schimbare majoră în arhitectura vehiculului. Modelul 126 Bis a adoptat un motor cu răcire cu apă, înlocuind sistemul de răcire cu aer specific modelelor anterioare. Această modificare a permis mărirea cilindreei la 704 cm³ și creșterea puterii la 19,12 kW (26 CP). Performanțele au fost îmbunătățite, cu o viteză maximă de 116 km/h și o accelerație de la 0 la 100 km/h în 33 de secunde. De asemenea, consumul de combustibil a fost redus.
O altă schimbare notabilă a fost introducerea unui hayon la partea din spate a mașinii, inspirată de modelul „500 Giardiniera„ creat de Dante Giacosa în 1960. Această soluție a permis crearea unui spațiu de depozitare mai generos și mai accesibil. În ceea ce privește designul, Fiat 126 Bis a primit jante noi de 13 inch cu capace din plastic, o bară de protecție spate nouă cu spoiler integrat și lumini suplimentare, inclusiv lumini de mers înapoi și de ceață spate. De asemenea, au fost adăugate aripioare de admisie a aerului mai largi pe părțile laterale, înlocuind fantele de pe capota motorului.
În ceea ce privește materialele, au fost folosite noi tipuri de aliaje pentru componentele motorului, cum ar fi aluminiul turnat sub presiune pentru carter și aliajul de aluminiu pentru capul de cilindru. Aceste modificări au contribuit la reducerea greutății și îmbunătățirea performanțelor.
De asemenea, versiunea Fiat 126 Bis a inclus posibilitatea de a utiliza benzină fără plumb, adaptându-se astfel noilor cerințe de mediu și de alimentare cu carburant.
Anvelopele de dimensiune 135/70R13 montate pe modelul Fiat 126 Bis au contribuit la îmbunătățirea manevrabilității mașinii, permițând o mai bună aderență la drum. Performanțele au fost, de asemenea, îmbunătățite, cu o viteză maximă de 116 km/h.
O variantă de familie a fost propusă sub forma prototipului „126 Kombi”, care avea caracteristici similare cu modelul „500 Giardiniera”, oferind un spațiu mai generos pentru pasageri și încărcătură. Cu toate acestea, prototipul nu a intrat în producție în serie.
În Europa de Vest, Fiat 126 Bis a fost singura versiune disponibilă, în timp ce modelul clasic Fiat 126 FSM a continuat să fie comercializat pe piața poloneză.
În 1989, a fost lansată versiunea Fiat 126 Up, care se distingea prin dungi adezive aplicate pe partea laterală a mașinii. Acesta a fost ultimul model Fiat 126 destinat piețelor occidentale, iar exportul și producția sa s-au încheiat în 1991.

### Ultimele 126
Odată cu ieșirea de pe piața occidentală a modelului Fiat 126 Bis, singura variantă care a continuat să fie produsă în Polonia a fost Fiat 126P 650, supranumit „Maluch” sau „Bebeluș” în poloneză. Acest nume a fost rapid adoptat în Polonia, asemenea poreclei „Topolino” folosită în Italia pentru modelul Fiat 500 din 1936.
Fiat 126P 650 „Maluch” a păstrat configurația clasică, fiind echipat cu un motor răcit cu aer, dar a primit îmbunătățiri precum injecția electronică și catalizatorul, disponibile în versiunile mai bine finisate „EL” și „ELX”. Caroseria a suferit modificări semnificative, cu părți laterale și capotă din spate prezentând linii mai curate și mai puține nervuri. De asemenea, partea frontală a fost ușor redesenată pentru a îmbunătăți siguranța.
Ultimele unități produse ale Fiat 126 au primit denumirea „Happy End”, marcând încheierea producției acestui model.

### Sfârșitul producției
Producția modelului Fiat 126 s-a încheiat definitiv la data de 22 septembrie 2000. Numărul total de exemplare produse a fost de 1.352.912 în uzinele din Italia, 3.318.674 în uzinele din Polonia și 2.069 exemplare în Austria la fabrica Fiat-Steyr. De asemenea, trebuie menționat că Zastava, în Iugoslavia, a asamblat și comercializat modelul sub numele de Zastava 126, iar numărul acestor exemplare este inclus în totalul producției.

## Motorizare
| Model | Anii de producție | Motor   | Cilindrarea (cm³) | Puterea       | Cuplul max. (Nm) | 0–100 km/h (secunde) | Viteza max (km/h) | Consumul mediu (km/l) |
| 595   | 1972–1977         | Benzină | 594               | 16 kW (23 CV) | 41               | 36,0                 | 106               | 14,9                  |
| 650   | 1977–1987         | Benzină | 652               | 17 kW (24 CV) | 42               | 39,0                 | 110               | 15,6                  |
| 700   | 1987–1992         | Benzină | 704               | 18 kW (25 CV) | 48               | 33,0                 | 116               | 19,6                  |

## Modele derivate

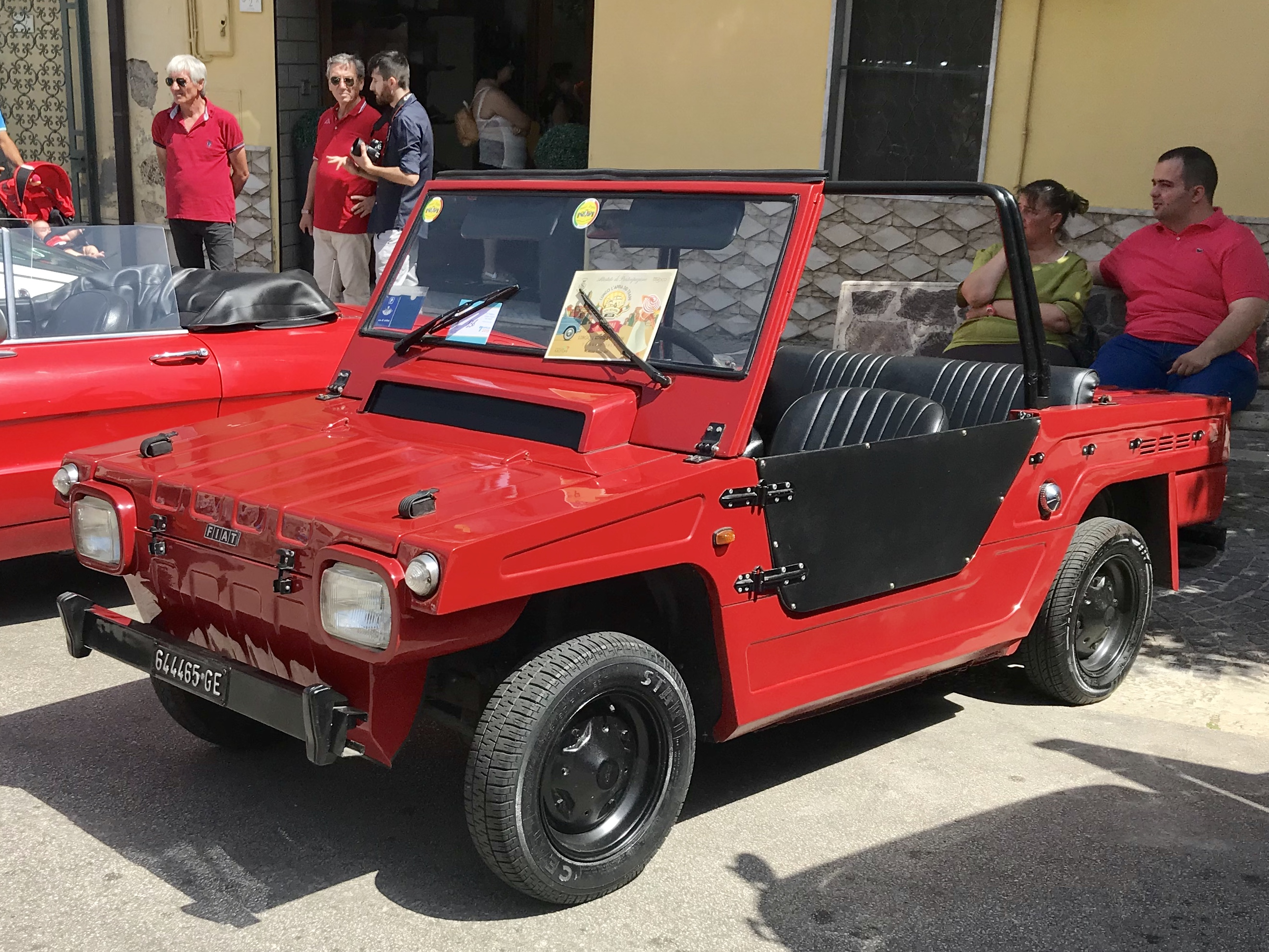
Fiat 126 Savio Jungla

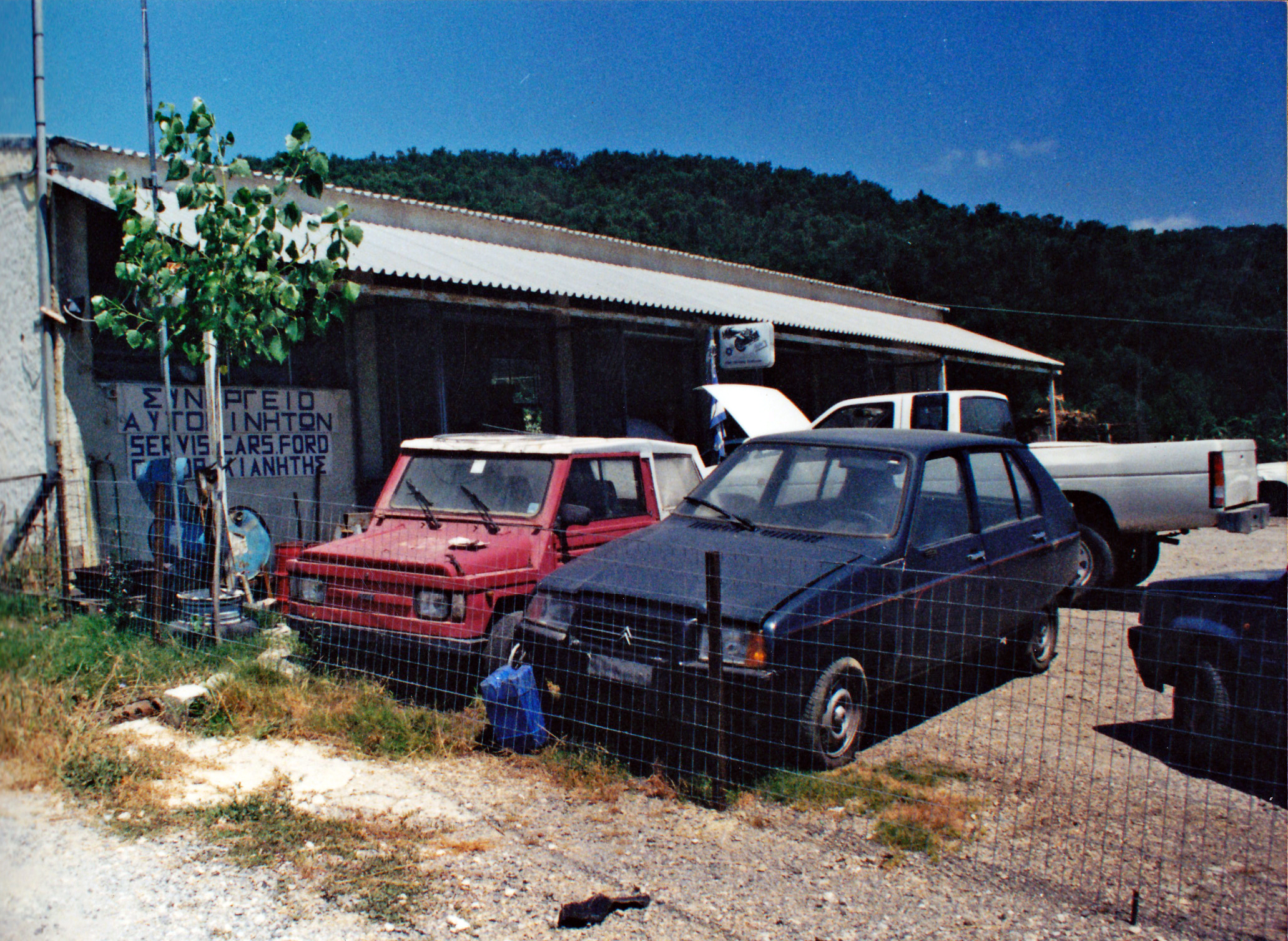
Un Fiat 126 Moretti Minimaxi (stânga) alături de un Citroën Visa

Modelul Fiat 126 a avut o influență semnificativă în industria auto, inspirând alte modele și versiuni speciale. Modelul „133” produs de Fiat Concord SA în Argentina și de SEAT în Spania sub numele de SEAT 133 a fost puternic influențat de designul modelului „126”, având însă un motor derivat din Fiat 850 și SEAT 850, sub licență spaniolă. De asemenea, au existat și alte versiuni speciale construite în serie mică de către alți carosieri, cum ar fi „126 Jungla Savio”, moștenitorul lui „600 Jungla”, și „126 Moretti Minimaxi”, un automobil care avea o asemănare parțială cu Mini Moke. Echiparea denumită „Personal” a fost comercializată sub diferite nume în diverse țări. În Italia era cunoscută sub numele de „126 Personal 4”, în Polonia ca „126 P 650”, în Elveția și Germania (cu un motor de 23 CP) ca „126 Bambino”, iar în Anglia era denumită „126 De Ville”. În anii 1970, câteva sute de modele au fost comercializate în Germania sub marca „FIGO 126”, echipate cu un motor în doi timpi de 250 cm³ de la Goggomobil. Acestea erau destinate persoanelor care dețineau un permis de conducere special pentru mașini sub 250 cm³, deși acest tip de permis nu se mai acordă în prezent. În Italia a fost lansat și „Valjolly Junior”, un vehicul cu trei roți, motor diesel și caroserie de 126, care putea fi condus cu permisul de categorie A.

### Fiat 126 Cavalletta
Versiunea specială „126 Cavalletta” a fost prezentată la Salonul Auto de la Torino în 1976 și a făcut parte din categoria Spiaggina, fiind un vehicul multifuncțional. Denumită „insecta” datorită formei sale, Cavalletta a fost rezultatul expertizei constructorilor de caroserii legați de Fiat în realizarea numeroaselor modele Spiaggina dezvoltate în ultimele două decenii.
Modelul Cavalletta putea fi echipat cu un hard-top pentru a fi utilizat și în lunile de iarnă și era propulsat de același motor ca și modelul Fiat 500 Giardiniera, ceea ce permitea existența unui mic spațiu de încărcare în partea din spate. Dimensiunile sale erau de 3,072 metri în lungime, 1,368 metri în lățime și avea o înălțime de 15 cm de la sol. Performanțele sale erau aproape identice cu cele ale modelului „126” standard. Cu toate acestea, în ciuda designului său atractiv, „Cavalletta” nu a reușit să atragă interesul publicului așa cum era sperat și, în final, nu a fost produs în serie, rămânând doar un concept-car.